# 1801年教務專約
《1801年教務專約》（法語：Régime concordataire français）的簽訂者為法兰西第一共和国第一執政拿破崙與教宗庇護七世，簽定時間為1801年7月15日，於巴黎和羅馬兩地分別簽訂該條約，該條約部分恢復了法國大革命之前的羅馬教廷地位，拿破崙在承認新教信義宗、歸正宗和猶太教的法律地位的同時，宣布大革命时期没收的教产不予归还，但允許天主教会重新进入法國發展，並承认天主教在法国“是大多数人信仰的宗教，尤其是执政们的宗教”，這一地位直至1905年廢止。拿破崙通過重建與天主教会的關系，為日後稱帝和鞏固統治創造條件。
1905年，法蘭西第三共和國政府通過《政教分离法》，廢除該條約。1918年法国收复阿尔萨斯洛林，未在当地适用政教分离法。而是依照德国做法，继续适用1801年教务专约。